# Utricularia warburgii
Utricularia warburgii — вид рослин із родини пухирникових (Lentibulariaceae).

## Біоморфологічна характеристика
Це однорічна наземна рослина. Ризоїди капілярні, прості. Столони капілярні, розгалужені. Пастки на столонах і листках, на ніжках, яйцюваті, 0.5–1 мм. Листки численні, від основи квітконосу та столонових вузлів, голі; пластина вузько-зворотно-клиноподібна, 10–15 × 1.2–1.5 мм, плівчаста, основа послаблена на ніжці, край цільний, верхівка закруглена. Суцвіття прямовисні, 5–17 см, (1)2–6-квіткові, голі. Частки чашечки злегка опуклі, 2–3 мм, нерівні, дрібно-сосочкові, голі. Віночок блідо-блакитний, 6–8 мм. Коробочка від кулястої до еліпсоїдної, 1.8–2.2 мм. Насіння зворотно-яйцювате, 0.2–0.3 мм. Період цвітіння: травень — вересень; період плодоношення: липень — жовтень.

## Поширення
Цей вид росте у південно-східній частині Китаю.
Зазвичай зростає на вологих пасовищах і на вологих скелях; на висотах від 800 до 2000 метрів.